# Bannay (Marne)
Bannay is een gemeente in het Franse departement Marne (regio Grand Est) en telt 20 inwoners (2009). De plaats maakt deel uit van het arrondissement Épernay.

## Geografie
De oppervlakte van Bannay bedraagt 6,5 km², de bevolkingsdichtheid is dus 3,1 inwoners per km².
De onderstaande kaart toont de ligging van Bannay (Marne) met de belangrijkste infrastructuur en aangrenzende gemeenten.

## Demografie
Onderstaande figuur toont het verloop van het inwonertal (bron: INSEE-tellingen).